# Aidophus cabrali
Aidophus cabrali är en skalbaggsart som beskrevs av Rudolph Petrovitz 1973. Aidophus cabrali ingår i släktet Aidophus och familjen Aphodiidae. Inga underarter finns listade i Catalogue of Life.